# Sonhando com Milhões
Sonhando com Milhões é um filme brasileiro de 1963, do gênero comédia, dirigido por Eurides Ramos. O roteiro é uma adaptação da peça teatral Em moeda corrente do país, de Abílio Pereira de Almeida.

## Sinopse
Agripina é empregada doméstica de um casal de funcionários públicos que estão em dificuldades financeiras, o pacato e honesto Guimarães e a ambiciosa Floripes. Ela briga com a patroa e vai trabalhar na casa de Gervásio, um rico usineiro. Guimarães descobre sonegação por parte dele e de outros  usineiros, que tentam lhe oferecer suborno através de Agripina quando descobrem que a mulher o conhece.

## Elenco
- Dercy Gonçalves.... Agripina
- Odete Lara.... Floripes
- Oswaldo Loureiro.... Guimarães
- Herval Rossano.... Gervásio
- Myriam Pérsia.... Carmem
- Átila Iório.... Arquimedes
- Moacyr Deriquém.... Augusto
- Milton Carneiro.... Astolfo
- Carlos Duval
- Roberto Duval
- Jackson de Souza